# أبو القاسم العراقي
أبو القاسم محمد بن أحمد العراقي السماوي المعروف بخروز شاه السيماوي.، ولد في العراق وعاش في النصف الثاني من القرن الثاني عشر الميلادي، هو كيميائي عربي.
حاول في دراسته للكيمياء إثبات صحة النظريات التي قدمها العلماء السابقون له، ومتابعة إنتاجهم وفحصه. يقول عنه «جورج سارتون» في كتابه «المدخل إلى تاريخ العلوم»: «إن أبا القاسم العراقى من كبار علماء الكيمياء؛ حيث إنه سار على مبدأ الشك في جميع ما صنفه أسلافه، فكان لا يصدق بما بين يديه من النظريات والأفكار العلمية إلا بعد التجربة، فهو يعتبر من الكيماويين المجددين بهذا المنهج». يرى بعض العلماء وخاصة علماء الغرب أن أبا القاسم هو مؤسس المنهج الحديث في العلوم التطبيقية عامة.

## نشأته
ولد في العراق ولا يعرف بالضبط تاريخ ولادته غير أن معظم المؤرخين أجمعوا على أنه توفي سنة 580 هـ. كان متأثراً بآراء أستاذه جابر بن حيان ومن أتى بعده. وقد بقيت آراؤه ونظرياته على ما كان عليه سلفه من العلماء الذين تقدّموه، ولم يكن هو يدعم نظريات جابر بن حيان فقط بل كان يستند إلى ما تقدّم من إنتاج علماء الإسكندرية. ورغم أنه قام بكثير من التجارب العلمية وأحدث آراء جديدة دونها في كتبه، والتي دلّت دلالة واضحة على تفكيره المنطقي السليم، فإنه ظل متأثراً بجابر بن حيان مستنداً إلى من تبعه من العلماء العرب المسلمين.

## مؤلّفاته
اهتم السماوي بالتأليف في صنعة الكيمياء، وكانت معظم مؤلفاته متّسمة بالصبغة التاريخية، نذكر بعض مؤلفاته:
- كتاب الكنز الدفين.
- كتاب نهاية الطلب في شرح المكتسب.
- كتاب العلم المكتشف في زراعة الذهب.
- كتاب عيون الحقائق وكشف الطرائق[3]، وقد تحدث فيه عن العلوم الساسانية والشعوذة وأمور غريبة أخرى كثيرة، وتناول فيه خواص الأدوية المفردة[بحاجة لمصدر][محل شك].
- كتاب [[النجاة والاتصال بعين الحياة، كان مدافعا عن آراء جابر بن حيان خاصة فكرة (تبير الذهب).
- مخطوط الأقاليم السبعة ذات الصور (التنسابية) في الكيمياء.

تميزت أعمال أبي القاسم العراقي بالتوثيق العلمي، فكان عندما يتطرق إلى مسألة كيميائية يرجع في بحثه إلى أسانيد علماء اليونان وغيرهم من الأمم السالفة، وقد ترجم علماء أوروبا مصنفات السماوي وحالوا الحصول عليها لقيمتها وبما امتازت به من مادة علمية وتاريخية في حقل الكيمياء.
استطاع أبا القاسم العراقي أن يحصر بكل نجاح الكيمياء العربية التي أنتجها علماء العرب حتى ذلك التاريخ. وقد اتخذت الكيمياء بفضل جهود أبا القاسم صورة علم حقيقي يستند إلى التجربة العلمية. وقد يكون السماوي أول كيميائي يستطيع انتقاد العلماء السابقين له والذين تتلمذ على قراءة مؤلفاتهم.